# Luke Thomas
Luke Jonathan Thomas (Syston, 10 juni 2001) is een Engels voetballer die bij voorkeur als linksback speelt. Hij speelt bij Leicester City.

## Clubcarrière
Thomas komt uit de jeugd van Leicester City. Op 16 juli 2020 debuteerde hij in de Premier League tegen Sheffield United. Hij verving de vaste linksback Ben Chilwell, die geblesseerd was. Thomas was meteen goed voor een assist.

## Erelijst
| FA Cup | 1x | 2020/21 |